# Азійський ребристий тритон
Азійський ребристий тритон (Echinotriton) — рід земноводних підродини ребристі тритони родини саламандрові. Має 2 види. Інша назва «колючий тритон».

## Опис
Загальна довжина представників цього роду коливається від 12 до 16 см. Спостерігається статевий диморфізм: самиці більші за самців. За своєю будовою схожі на крокодилячих тритонів. Відрізняються більш сплощеною, широкою головою, кремезним тулубом, довгими та зігнутими ребра у середній частині тулуба, що виглядають наче довгі бородавки. Ребра без дистального прикріплення м'язів, загострені, часто проникають у шкіру.
Забарвлення переважно сірого та чорного кольорів з різними відтінками. Ребра, що виступають у боки, мають світліше забарвлення.

## Спосіб життя
Полюбляють тропічні, вічнозелені ліси, місцини біля невеличких водойм. Часто ховаються серед опалого листя. Зустрічається на висоті до 300 м над рівнем моря. активні у присмерку. Живляться безхребетними.
Це яйцекладні амфібії. Самиці відкладають до 100 яєць.

## Розповсюдження
Мешкає у Китаї, Японії та на о.Тайвань.

## Види
- Echinotriton andersoni
- Echinotriton chinhaiensis